# 월수금화목토
《월수금화목토》는 2022년 9월 21일부터 2022년 11월 10일까지 방송되었던 tvN 수목 드라마였다.

## 기획 의도
완벽한 비혼을 위한 계약 결혼 마스터 최상은과 월수금 미스터리 장기 고객, 화목토 슈퍼스타 신규 고객이 펼치는 퐁당퐁당 격일 로맨스

## 제작진

### 제작사
- 스튜디오육공오

### 제작
- 이강현

### 극본
- 하구담 : 영화 《침묵》(공동 각색) 집필
- 고명주

### 연출
- 남성우 : MBC 주말 드라마 《반짝반짝 빛나는》(조연출), MBC 월화 드라마 《기황후》(조연출), MBC 수목 드라마 《그녀는 예뻤다》(조연출), MBC 수목 드라마 《역도요정 김복주》(연출), tvN 월화 드라마 《이번 생은 처음이라》(연출), tvN 월화 드라마 《백일의 낭군님》(연출), tvN 토일 드라마 《킬잇》(연출), MBC 수목 드라마 《꼰대인턴》(연출), tvN 수목 드라마 《간 떨어지는 동거》(연출) 연출
- 정여진

## 등장인물

### 주요 인물
- 박민영 : 최상은/제이미 역 - 지독한 잔소리? 강제 커밍아웃? 모두 해결 가능! "사랑 빼고 결혼만 해드립니다!" 계약 결혼 마스터 최상은

결혼이 직업인, 싱글라이프 헬퍼. 광남의 전처. 지호의 서류상 아내. 이나그룹 가짜 외동딸. 미호의 친딸.
- 고경표 : 정지호 역 - 월수금 저녁은 나와 함께 "아무것도 묻지 마세요!" 미스터리 장기 고객 정지호

상은의 최우수 장기고객이자 모든 게 물음표인 남자, 5년째 월수금 저녁을 함께하는 상은의 서류상 남편. 서울가정법원 판사. 지은의 전남편.
- 김재영 : 강해진 역 - 비워둔 화목토 계약합시다 "만인의 연인은 이제 지겨워!" 슈퍼스타 신규고객 강해진

전 국민이 모두 다 아는 이 남자, 아이돌 출신으로 아시아를 씹어 먹고, 이제는 배우가 되어 할리우드를 넘보는 대한민국 대표 스타.

### 최상은 주변 인물
- 강형석 : 우광남 역 - 상은과 이혼 후, 현재는 동거하는 전남편.

딸만 내리 낳던 집안에서 아들이 태어났다는 소식을 화투 치다 들은 아버지가 "광 들어왔다!!!" 소리치며 내친김에 이름까지 '광남'으로 지은 귀한 아들.
- 진경 : 유미호 역 - 상은의 인생에 지분이 있는 유일한 사람, 상은의 친어머니.
- 안석환 : 정길태 역 - 세계 굴지 기업 이나그룹의 회장 (특별출연)
- 김동현 : 최 상무 역 - 유미호의 전성기를 옆에서 봤던 이나그룹의 충실한 상무
- 염지영 : 오 차장 역 - 유미호의 등장이 석연찮은 이나그룹의 차장

### 정지호 주변 인물
- 배해선 : 김성미 역 - 지호가 듣는 스피치 수업의 강사, 사회력 제로인 지호를 포기하지 않고 성심성의껏 가르치지만, 수업이 그에게 효과가 있는지 아직 의문. (특별출연)

### 강해진 주변 인물
- 김현목 : 유정한 역 - 해진의 열혈 매니저
- 정성호 : 최찬희 역 - 해진의 소속사 대표, 소속사 간판 배우 해진으로 인해 매일 희비가 교차하는, 갑을이 체인지된 듯한 웃픈 대표님.
- 오륭 : 강선진 역 - 해진의 형이자 강진그룹의 대표이사, 진의 아들. 란희의 의붓아들.
- 이승철 : 강진 역 - 강진그룹의 회장이자 해진과 선진의 아버지. 란희의 남편.
- 양정아 : 최란희 역 - 해진의 어머니, 진의 아내. 선진의 의붓어머니.

### 그 외 인물
- 박철민 : 김상수 역 - 수석부장, 지호의 가능성을 알아봐 주고 안팎으로 챙겨주는 선배
- 박경혜 : 김유미 역 - 가십거리에 촉이 발달한 지호 팀의 조사관
- 미상 : 박상구 역 - 지호와 코드가 영 맞지 않아 고군분투하는 지호 팀에 새로 온 계장
- 안수빈: 이선화 역
- 미상 : 최란희의 비서 역
- 이주빈 : 정지은 역 - 변호사, 정지호의 전처
- 미상 : 파파라치 역
- 미상 : 경찰 역
- 미상 : 스토커의 동생 역

### 특별출연
- 김기두 : 김기두 역
- 태항호 : 최상혁 역
- 나나 : 유미 역
- 로빈 데이아나 : 광남의 남자친구 역
- 윤예희 : 이나그룹 회장 사모 역
- 차미경 : 유미호 집주인 역
- 고건한 : 이선호 역 - 상은의 전남편

## 시청률
최저 시청률과 최고 시청률은 시청률 조사회사와 지역별로 시청률에 차이가 있을 수 있습니다.
| 2022년 | 2022년    | 2022년         | 2022년       |
| 회차   | 방송일    | AGB 시청률     | AGB 시청률   |
| 회차   | 방송일    | 대한민국(전국) | 수도권(서울) |
| ------ | --------- | -------------- | ------------ |
| 제1회  | 9월 21일  | 3.992%         | 3.859%       |
| 제2회  | 9월 22일  | 3.447%         | 3.818%       |
| 제3회  | 9월 28일  | 3.761%         | 4.019%       |
| 제4회  | 9월 29일  | 3.584%         | 3.745%       |
| 제5회  | 10월 5일  | 3.007%         | 2.905%       |
| 제6회  | 10월 6일  | 3.539%         | 3.763%       |
| 제7회  | 10월 12일 | 2.859%         | 2.988%       |
| 제8회  | 10월 13일 | 3.633%         | 3.744%       |
| 제9회  | 10월 19일 | 2.679%         | 2.913%       |
| 제10회 | 10월 20일 | 2.833%         | 2.800%       |
| 제11회 | 10월 26일 | 2.745%         | 3.241%       |
| 제12회 | 10월 27일 | 2.804%         | 3.082%       |
| 제13회 | 11월 2일  | 2.753%         | 2.815%       |
| 제14회 | 11월 3일  | 2.926%         | 3.394%       |
| 제15회 | 11월 9일  | 3.122%         | 3.338%       |
| 제16회 | 11월 10일 | 3.059%         | 3.131%       |

## 같이 보기
- 대한민국의 텔레비전 드라마 목록 (ㅇ)
- 2022년 대한민국의 텔레비전 드라마 목록